# 부산 좌수영성지 푸조나무
부산 좌수영성지 푸조나무(釜山 左水營城地 푸조나무)는 부산광역시 수영구 수영동 수영사적공원에 있는 푸조나무이다. 1982년 11월 4일 대한민국의 천연기념물 제311호로 지정되었다.

## 현지 안내문
푸조나무는 서해안을 따라 경기도에 걸쳐 따뜻한 지방에만 자란다. 곰솔, 팽나무와 함께 소금기가 섞인 바닷바람을 잘 견디기 때문에 해안에 심어 바닷바람을 막아 주는 방풍림에 적당하다. 팽나무와 비슷해서 곳에 따라서는 개팽나무 또는 검팽나무라 불리기도 한다.
수영공원 동쪽 비탈에서 자라고 있는 부산 좌수영성지 푸조나무는 나이가 500년 정도로 추정되며, 1.08m 높이에서 남,북으로 기운 가지는 6.30m, 위로 솟은 가지는 3.88m로 마치 2그루의 나무가 자라는 모습이다. 이 나무는 전체적으로 옆으로 기울어져 자라는데, 줄기에는 상처의 흔적이 있고 혹이 발달해 있다. 줄기의 끝은 죽어 있으나 전체적으로 위엄있는 모습이다. 이 나무의 유래는 알려져 있지 않고, 마을을 보호해 주는 신으로 여겨지고 있다. 마을 사람들은 나무에 할머니의 넋이 깃들어 있어 나무에서 떨어져도 다치지 않는다고 믿고 있다.
부산 좌수영성지의 푸조나무는 오랜 세월동안 조상들의 관심과 보살핌 가운데 살아왔으며, 민속적·생물학적 자료로서의 가치가 높아 천연기념물로 지정·보호하고 있다.

## 같이 보기
- 푸조나무

## 참고 자료
- 부산 좌수영성지 푸조나무 - 국가유산청 국가유산포털